# Illustrateur
 (novembre 2018).
Si vous disposez d'ouvrages ou d'articles de référence ou si vous connaissez des sites web de qualité traitant du thème abordé ici, merci de compléter l'article en donnant les références utiles à sa vérifiabilité et en les liant à la section « Notes et références ».

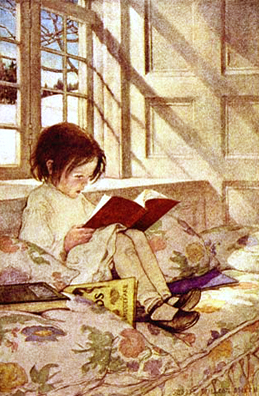
Illustration de Jessie Willcox Smith pour A Child's Garden of Verses, 1905.

Un illustrateur est chargé de l'illustration d'un ouvrage. Le terme apparaît au XIXe siècle pour désigner tout artiste contribuant à l'ornementation d'une page imprimée, dans le domaine de la presse ou de l'édition.
Les domaines d'application sont larges : la littérature, l'histoire, l'actualité, les sciences, la mode, etc. Les illustrateurs sont souvent cités auprès de l'auteur pour et avec lequel ils travaillent.

## Histoire

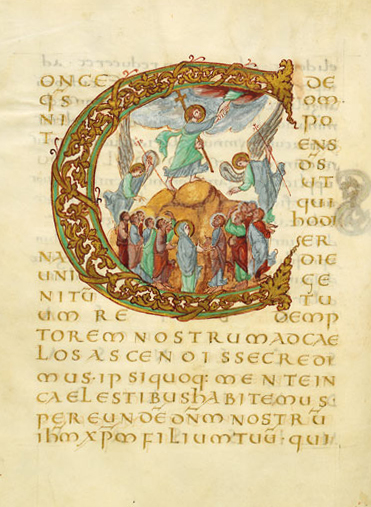
Sacramentaire de Drogon, Initiale C ornée de l'Ascension du Christ, entre 845 et 855.

Le métier d'illustrateur est aussi ancien que la coprésence du texte et de l'image sur un même support. Les textes de lois d'Hammurabi dans la Mésopotamie antique sont illustrés de son portrait. Au Moyen Âge, les manuscrits, généralement copiés par les moines, étaient parfois garnis d'illustrations peintes appelées enluminures. Certains artistes comme les Frères de Limbourg étaient spécialisés dans ces illustrations. L'illustration, en tant qu'ajout d'une image imprimée à un texte typographié, est apparue vers la Renaissance avec l'arrivée de l'imprimerie et des techniques modernes de gravure. C'est toutefois au XIXe siècle, à l'époque de l'industrialisation du livre et de la presse, que le mot et le métier apparaissent d'illustrateur en tant que tels. L'illustrateur le plus emblématique de cette période est Gustave Doré, mais son nom ne doit pas faire oublier ceux des frères Johannot, de J.J. Grandville, Gavarni, Bertall, George Cruikshank, Walter Crane, etc.

Dans le domaine de l'illustration de mode, le métier connaît son apogée à partir du début du XXe siècle avec des artistes comme Erté, ou Gruau plus tard. 
Les artistes qui ont consacré la totalité ou presque de leur carrière à l’illustration sont nombreux. Des artistes de milieux divers y sont également venus à un moment ou un autre. Que cela soit parmi les grands peintres tels Picasso, parmi les dessinateurs de bandes dessinées tels Hergé, Jacques Tardi ou Yves Chaland, ou quelques stylistes.
Les illustrateurs peuvent également être écrivains. Ces « auteurs-illustrateurs » sont nombreux dans la littérature jeunesse : Rudyard Kipling, Beatrix Potter, Antoine de Saint-Exupéry, Jean de Brunhoff ou plus récemment Maurice Sendak, Quentin Blake, Tomi Ungerer ou encore Kitty Crowther.

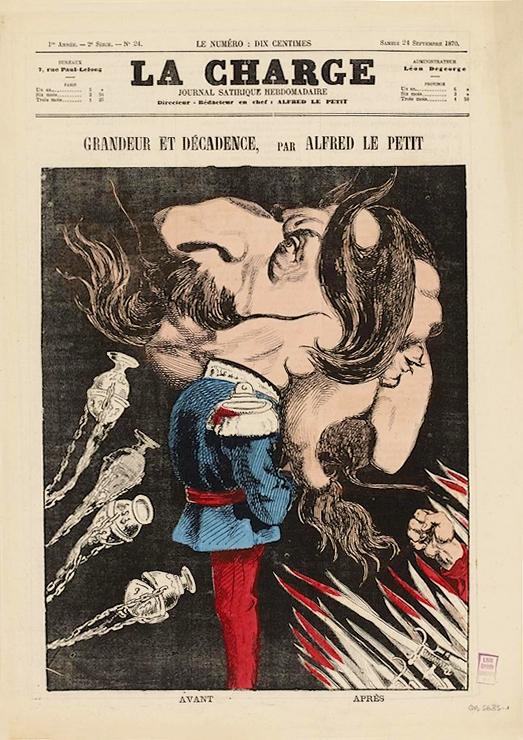
Couverture de La Charge par Alfred Le Petit, 24 septembre 1870.
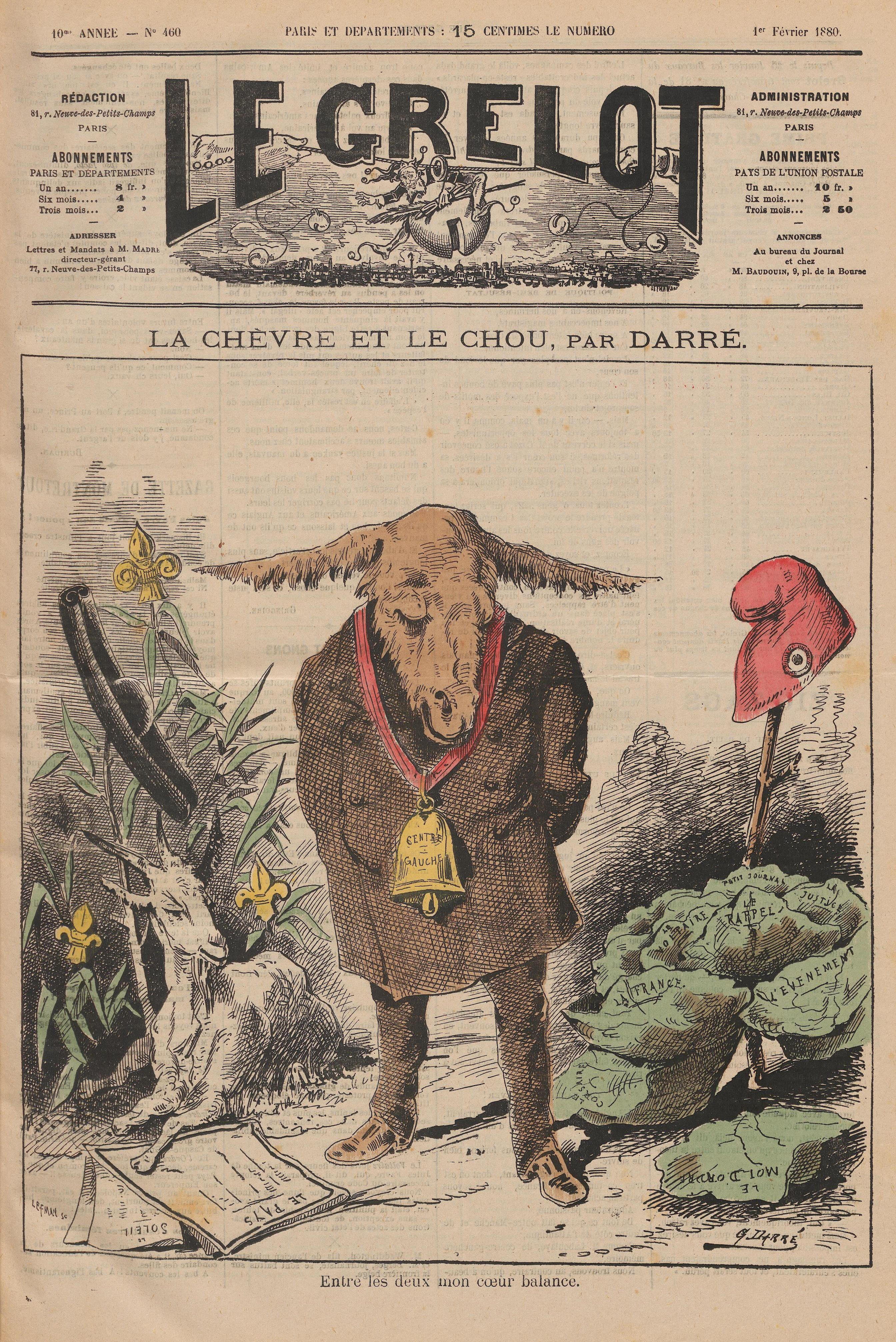
Couverture de Le Grelot par G. Darré, 1er février 1880.
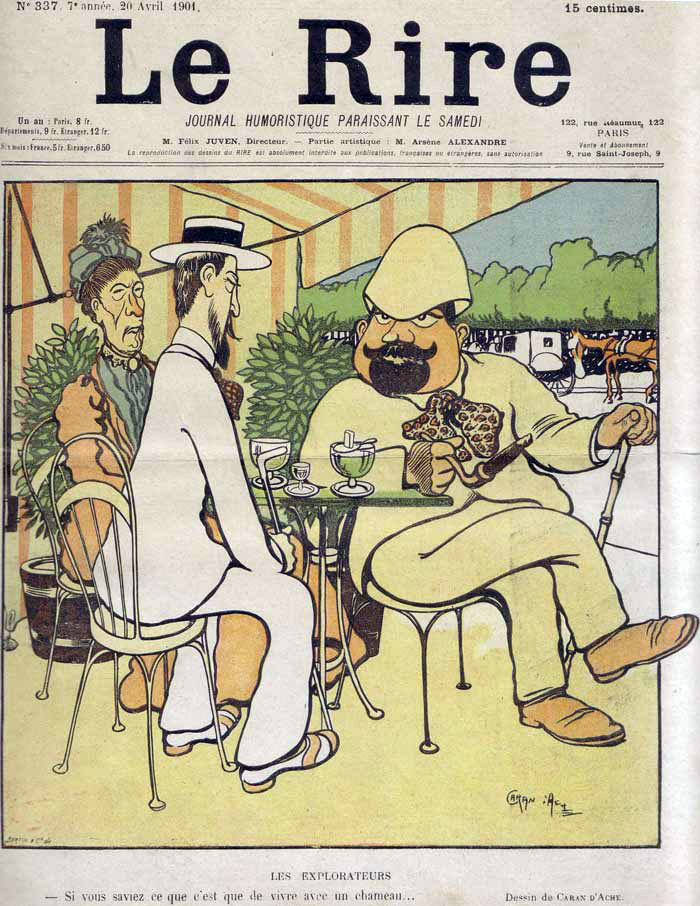
Couverture de Le Rire par Caran d'Ache, 20 avril 1901.
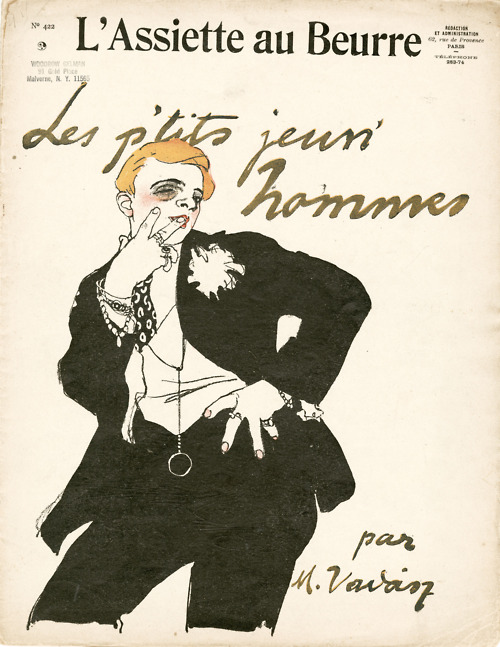
Couverture de L'Assiette au beurre par Miklós Vadász, 1er mai 1909.
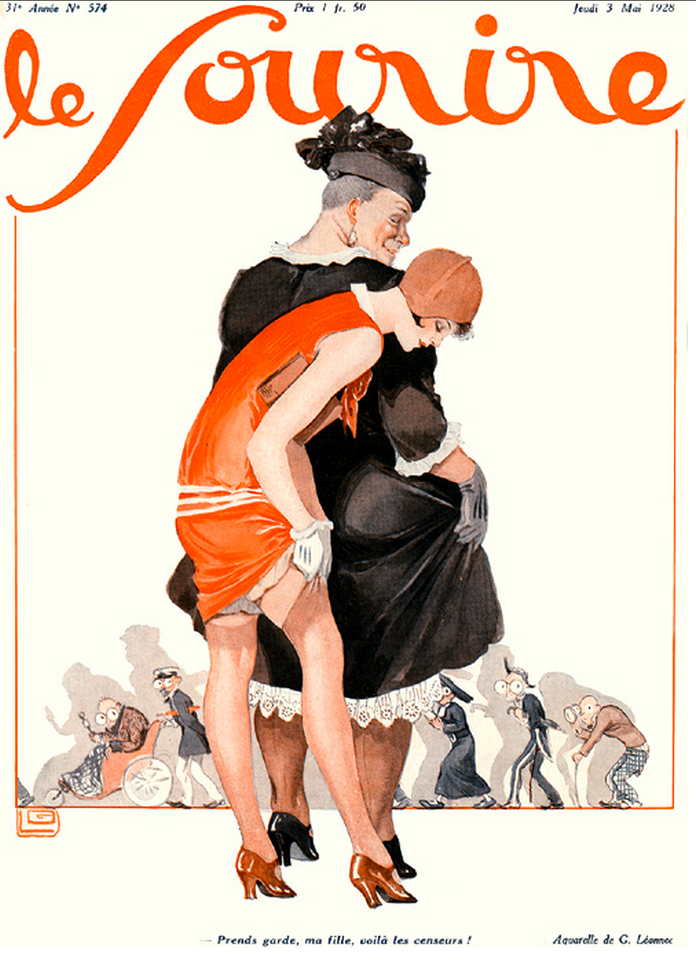
Couverture de Le Sourire par Georges Léonnec, 3 mai 1928.

## Métier d'illustrateur
Le métier d'illustrateur est généralement méconnu du grand public, bien que l'illustration soit un art essentiellement populaire, accessible et présent quotidiennement tant dans la presse que la publicité[réf. nécessaire].
Le métier d'illustrateur est pluriel, globalement l'illustrateur travaille pour la presse (illustration politique, illustration satirique, illustration de mode, illustration d'articles de fond, illustrations réalistes, illustration techniques...), l'édition (couvertures de livres, illustrations intérieurs narratives, illustrations techniques...), la publicité (affiches, annonces presses et communiqués, bandeaux publicitaires pour internet, sites web, prospectus, etc.), pour la communication (dossiers de presse, vitrines, stands d'évènements...)
L'illustrateur peut aussi travailler pour la publicité, les films d'animation ou le cinéma (recherche et conception artistiques et graphiques, design de personnages, etc) tout en gardant son statut d'illustrateur.

### En France
En France, le métier d'illustrateur est catégorisé par l'INSEE parmi les « Concepteurs et assistants techniques des arts graphiques, de la mode et de la décoration ». La grande majorité des illustrateurs sont socialement affiliés à l'Agessa, plus rarement à la Maison des artistes, auprès de laquelle ils déclarent également leur activité à l'origine.

### Rémunérations des illustrateurs
Les revenus des illustrateurs reposent essentiellement sur le droit d'auteur, ou sur l'exécution de travaux à la commande. Ils sont en effet rarement salariés. Généralement la tâche effectuée est rémunérée en tant que commande à laquelle s'ajoutent les droits d'auteur (droits de diffusion limités ou non dans le temps, droit d'utilisation sur tel ou tel support, etc.). Le règlement de l'illustrateur en tant que tel est conditionné par un numéro d'affiliation (ou de précompte) attribué par l'AGESSA ou La Maison des Artistes. L'illustrateur a le statut d'« artiste auteur » et déclare ses revenus à l'État en tant que bénéfices non commerciaux (BNC).

## Formations

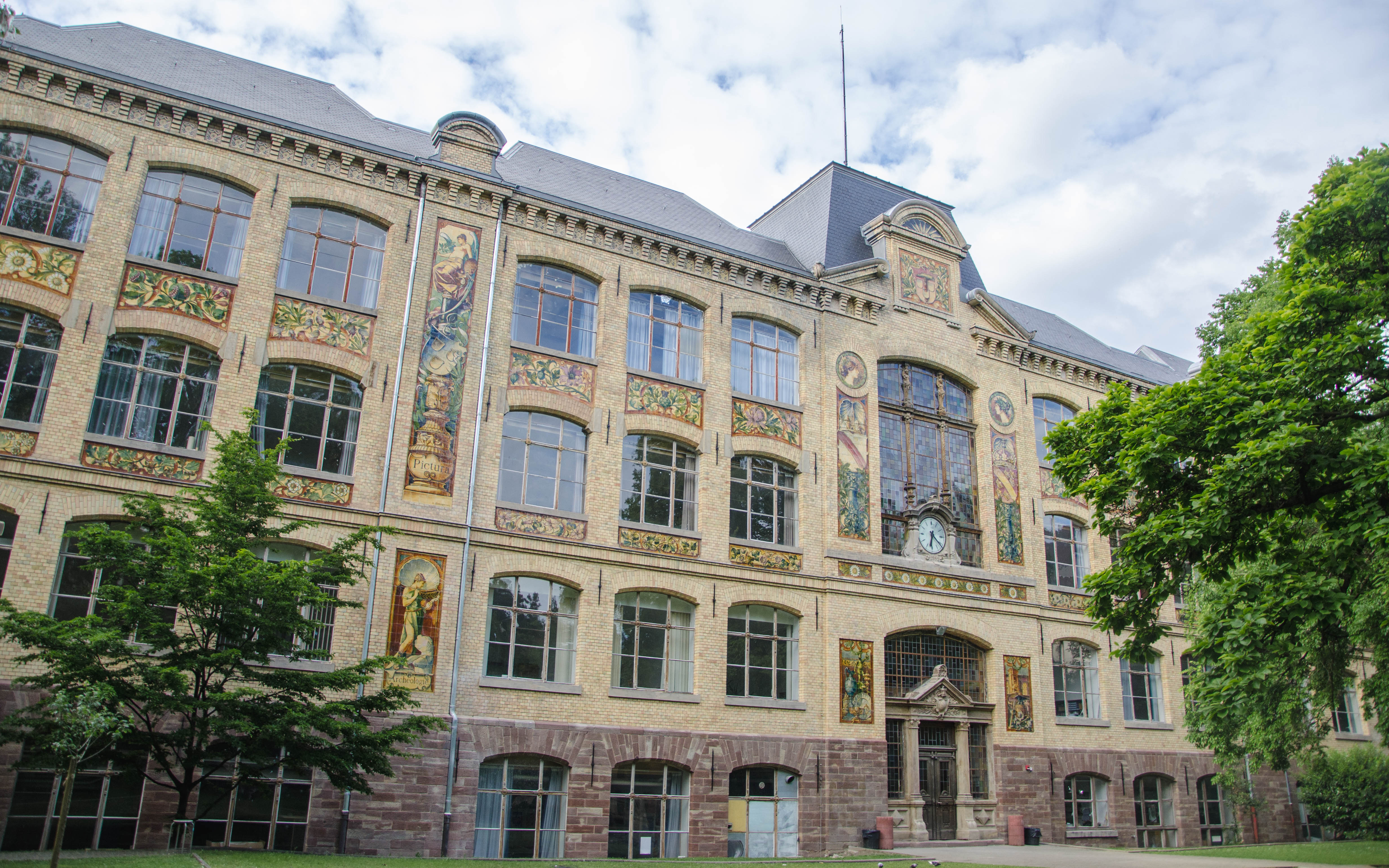
En France, de nombreux illustrateurs ont été formés à l'École supérieure des arts décoratifs de Strasbourg.

La plupart des illustrateurs ont suivi des formations d'écoles d'art plus ou moins spécialisées, même si certains sont autodidactes. Il existe de nombreuses écoles proposant des formations d'illustrateur, aussi bien publiques que privées. Citons entre autres l'École supérieure des arts décoratifs de Strasbourg, l'École Estienne à Paris, l'École Émile-Cohl à Lyon, l'Académie royale des beaux-arts de Bruxelles… 

## Outils de l'illustrateur
La profession d'illustrateur, étant liée aux besoins du marché, est en constante évolution. De nouvelles techniques apparaissent continuellement ainsi que de nouveaux débouchés. De l'aérographe aux logiciels de dessin en passant par la gravure, toutes les techniques d'arts sont utilisées, mélangeant de plus en plus arts traditionnels et numériques.